# Pina Carmirelli

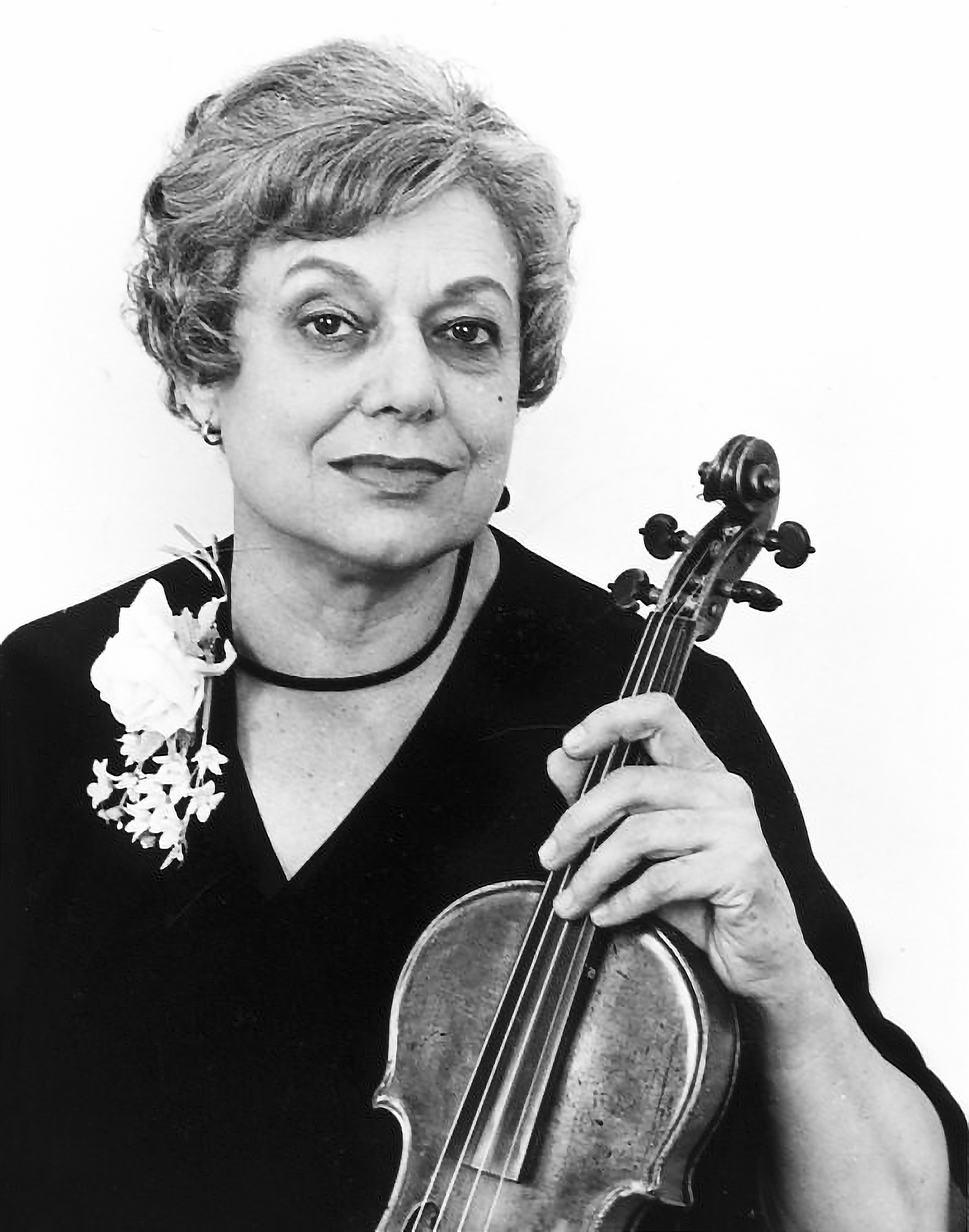
Pina Carmirelli

Giuseppina Carmirelli (* 23. Januar 1914 in Varzi; † 27. Februar 1993 in Capena) war eine italienische Violinistin.

## Leben
Pina Carmirelli studierte am Mailänder Konservatorium  Violine (bei Michelangelo Abbado) und Komposition und legte 1930 bzw. 1936 ihre Diplomprüfungen ab. 1937 gab sie ihre ersten Konzerte und begann eine internationale Karriere. Bereits ab 1941 unterrichtete sie am Konservatorium von Rom. 1949 gründete sie das Quintetto Boccherini und 1954 das Quartetto Carmirelli, mit dem sie zahlreiche Tourneen unternahm und Schallplatten einspielte. Häufig trat sie auch im Duo mit dem Pianisten Sergio Lorenzi auf. Von 1977 bis 1986 war sie Konzertmeisterin des Kammerorchesters I Musici. 1979 gründete sie das Quintetto Fauré di Roma.
Carmirelli galt als Spezialistin für die Musik Luigi Boccherinis und gab dessen Instrumentalwerke in einer revidierten Neuedition heraus.

## Auszeichnungen
Pina Carmirelli wurde u. a. mit dem ersten Preis für Kammermusik an der Accademia Nazionale di Santa Cecilia (Klasse von Arrigo Serato) sowie mit dem Paganini-Preis (1940) ausgezeichnet.